# Синьтянь
Синьтя́нь (кит. упр. 新田, пиньинь Xīntián) — уезд городского округа Юнчжоу провинции Хунань (КНР).

## История
Во времена империи Тан в 767 году был создан уезд Дали (大历县), в территорию которого входила в том числе и значительная часть территории современного уезда Синьтянь, но в 965 году он был присоединён к уезду Нинъюань.
Во времена империи Мин в 1639 году на стыке уездов Нинъюань и Гуйян был создан новый уезд, получивший название по находящемуся на его территории Синьтяньскому укреплению (新田堡).
После образования КНР в 1949 году был создан Специальный район Юнчжоу (永州专区), и уезд Синьтянь вошёл в его состав. В мае 1950 года Специальный район Юнчжоу был переименован в Специальный район Линлин (零陵专区).
В октябре 1952 года Специальный район Линлин был расформирован, и уезд перешёл в состав новой структуры —Сяннаньского административного района (湘南行政区). В 1954 году Сяннаньский административный район был упразднён, и уезд вошёл в состав Специального района Чэньсянь (郴县专区).
22 марта 1959 года уезд Синьтянь был присоединён к уезду Гуйян.
29 августа 1960 года Специальный район Чэньсянь был опять переименован в Специальный район Чэньчжоу.
9 июля 1961 года уезд Синьтянь был вновь выделен из уезда Гуйян.
30 октября 1962 года уезд Синьтянь был передан в состав Специального района Линлин (零陵专区).
В 1968 году Специальный район Линлин был переименован в Округ Линлин (零陵地区).
Постановлением Госсовета КНР от 21 ноября 1995 года округ Линлин был преобразован в городской округ Юнчжоу.

## Административное деление
Уезд делится на 11 посёлков и 1 национальную волость.